# Jean-Pierre Callu
Pour les articles homonymes, voir Callu.
Jean-Pierre Callu, né le 23 octobre 1929 à Paris et mort le 29 août 2014 à Donville-les-Bains, est un latiniste, numismate et historien français.

## Biographie

### Jeunesse et formation
Petit-fils d'Édouard Mérite, il est reçu à l'ENS en 1951, puis à l'agrégation en lettres classiques trois ans plus tard. De 1957 à 1959, il est membre de l'École française de Rome, où il rencontre Florence Turiaf, qu'il épouse en septembre 1960 et dont il a deux filles.
Callu obtient en 1960 son diplôme de l'École pratique des hautes études avec son mémoire « Genio Populi Romani (295-316) », puis publie en 1969 sa thèse de doctorat d'État sur la politique monétaire des empereurs romains de 238 à 311.  

### Carrière
Il est d'abord maître-assistant de latin à Strasbourg puis professeur de latin à la Sorbonne de 1988 à 1998.
Outre son activité d'enseignant et ses études numismatiques, Callu traduit du latin et édite les Lettres de Symmaque (quatre volumes, publiés de 1972 à 2002), l'Histoire Auguste en 2003 et la correspondance de Sylvestre II en 2008.

### Mort
Il meurt le 29 août 2014 à Donville-les-Bains à l'âge de 84 ans.

## Publications
- « Genio populi romani » : 295-316 : contribution à une histoire numismatique de la Tétrarchie, Paris, Honoré Champion, coll. « Bibliothèque de l'École pratique des hautes études : section des sciences historiques et philologiques », 314, 1960 (BNF 32938790)
- La Politique monétaire des empereurs romains de 238 à 311, Paris, De Boccard, coll. « Bibliothèque des Écoles françaises d'Athènes et de Rome », 54, 1969 (BNF 32938791) (thèse de doctorat en lettres remaniée)
- Inventaire des trésors de bronze constantiniens (313-348), Wetteren, Numismatique romaine, 1981, coll. « Numismatique romaine : essais, recherches et documents », 12, 1989 (BNF 35626235)
- Titres et Travaux, Paris, J.-P. Callu, 1995 (BNF 36684534)
- Culture profane et Critique des sources de l'Antiquité tardive : trente et une études de 1974 à 2003, Rome, École française de Rome, coll. « Collection de l'École française de Rome », 361, 2006 (BNF 40931168)
- La Monnaie dans l'antiquité tardive : trente-quatre études de 1972 à 2002, Bari, Edipuglia, 2010 (BNF 42292865)

## Décorations
- Chevalier de la Légion d'honneur[3]
- Officier de l'ordre national du Mérite[3]
- Commandeur de l'ordre des Palmes académiques[3]